# Žipov
Žipov (węg. Sárosizsép) – wieś (obec) na Słowacji położona w kraju preszowskim, w powiecie Preszów.  Pierwsza wzmianka o miejscowości pochodzi z 1405 roku.